# آرتور و نامرئی‌ها
آرتور و نامرئی‌ها (به انگلیسی: Arthur and the Invisibles) یا آرتور و مینی موی‌ها، انیمیشنی محصول سال ۲۰۰۶ و به کارگردانی لوک بسون است. در این انیمیشن بازیگرانی همچون فردی هایمور، مدونا، جیمی فالون، میا فارو، دیوید بویی، ران کرافورد، رابرت دنیرو، جیسون بیتمن، اسنوپ داگ، آنتونی اندرسون، چاز پالمینتری، هاروی کایتل، اریک پر سالیوان و امیلیو استیوز گویندگی کرده‌اند.
آرتور و انتقام مالتازارد و آرتور ۳: جنگ دو جهان دنباله‌های این انیمیشن هستند.

## خلاصه داستان
در سال ۱۹۶۰، آرتور مونتگومری ده ساله به همراه مادربزرگش دیزی در یک خانه روستایی ساده در جاده‌ای خاکی، در جامعه‌ای کوچک و روستایی در شمال شرقی کانکتیکات (بر اساس شهر استرلینگ) زندگی می‌کند. پدربزرگش آرچیبالد به تازگی ناپدید شده و او والدینش را هم کمتر می‌بیند (چون آنها برای یافتن کار به جای دیگری رفته‌اند).  
دیزی با تعریف داستان‌هایی از ماجراهای پدربزرگ در آفریقا، آرتور را سرگرم می‌کند؛ داستان‌هایی درباره بوگو ماتاسالای بلندقامت و مینی‌موی‌های ریزجثه که اکنون در باغچه آرچیبالد زندگی می‌کنند و از مجموعه‌ای یاقوت محافظت می‌نمایند. آرتور مجذوب تصویری از سلنیا، شاهزاده خانم مینی‌موی‌ها می‌شود. 